# Lana Clarkson
Lana Jean Clarkson, född 5 april 1962 i Long Beach i Kalifornien, död 3 februari 2003 i Alhambra i Kalifornien, var en amerikansk skådespelerska. Hon medverkade bland annat i filmerna Häftigt drag i plugget (1982), Deathstalker (1983) och Barbarian Queen (1985) och i ett flertal TV-serier, främst under 1980-talet.
Den 3 februari 2003 sköts Lana Clarkson ihjäl, kort efter att ha träffat musikproducenten Phil Spector på konserthallen House of Blues i West Hollywood, där hon arbetade. Hon hittades skjuten på en stol i Phil Spectors hem. Phil Spector hävdade att Clarkson begått självmord. Spector dömdes den 13 april 2009, efter att 2007 års rättegång tagits om, till mellan 19 år och livstids fängelse för mord.

## Filmografi i urval
- 1982 – Häftigt drag i plugget
- 1983 – Deathstalker
- 1983 – Scarface
- 1984 – Knight Rider (avsnittet "The Rotten Apples")
- 1985 – Barbarian Queen
- 1987 – Amazon Women on the Moon (delen "Amazon Women on the Moon")